# جان بول أديلا
جان بول أديلا هو لاعب كرة قدم سيشلي، ولد في 28 مارس 1987 في سيشل. شارك مع منتخب سيشل لكرة القدم. أما مع النوادي، فقد لعب مع نادي لا باس.

## وصلات خارجية
- جان بول أديلا على موقع قاعدة بيانات كرة القدم.إي يو (الإنجليزية)
- جان بول أديلا على موقع ناشيونال فوتبول تيمز (الإنجليزية)
- جان بول أديلا على موقع Soccerway.com (الإنجليزية)